# 素敵な口実
「素敵な口実」（すてきなこうじつ）は日本のアコースティックデュオ、smile39（スマイル）のセカンドシングルおよび楽曲。

## 解説
2009年6月24日に発売。発売元はMID ISLAND RECORDS。規格品番はZQNR-4001。素敵な口実は、2009年4月度より『朝だ!生です旅サラダ』（朝日放送）のエンディングテーマ。Life Roadは、2009年5月度より『ビーバップ!ハイヒール』のエンディングテーマ。涙の理由（わけ）は、2009年7月度より『最終警告!たけしの本当は怖い家庭の医学』のエンディングテーマ。

## 収録曲
1. 素敵な口実
2. Sweet Rain
3. 涙の理由（わけ）
4. Life Road
5. Promise〜同じ空の下〜(BT)